# Wilkinsonellus
Wilkinsonellus – rodzaj błonkówek z rodziny męczelkowatych. Gatunkiem typowym jest Wilkinsonellus iphitus.

## Zasięg występowania
Rodzaj obejmuje gatunki występujące w cieplejszych regionach całego świata.

## Biologia i ekologia
Żywicielami gatunków z tego rodzaju są motyle z rodziny wachlarzykowatych.

## Gatunki
Do rodzaju zalicza się 23 opisane gatunki (wiele gatunków jest nieopisanych):
- Wilkinsonellus alexsmithi Arias-Penna & Whitfield, 2013
- Wilkinsonellus amplus Austin & Dangerfield, 1992
- Wilkinsonellus arabicus van Achterberg & Fernandez-Triana, 2017
- Wilkinsonellus corpustriacolor Arias-Penna, Zhang & Whitfield, 2014
- Wilkinsonellus daira (Nixon, 1965)
- Wilkinsonellus fijiensis Arias-Penna, Zhang & Whitfield, 2014
- Wilkinsonellus flavicrus Long & van Achterberg, 2011
- Wilkinsonellus granulatus Ahmad, Pandey, Haider & Shujauddin, 2005
- Wilkinsonellus henicopus (de Saeger, 1944)
- Wilkinsonellus iphitus (Nixon, 1965)
- Wilkinsonellus kogui Arias-Penna & Whitfield, 2013
- Wilkinsonellus longicentrus Long & van Achterberg, 2003
- Wilkinsonellus masoni Long & van Achterberg, 2011
- Wilkinsonellus narangahus Rousse & Gupta, 2013
- Wilkinsonellus nescalptura Arias-Penna, Zhang & Whitfield, 2014
- Wilkinsonellus nigratus Long & van Achterberg, 2011
- Wilkinsonellus nigrocentrus Long & van Achterberg, 2011
- Wilkinsonellus panamaensis Arias-Penna & Whitfield, 2013
- Wilkinsonellus paramplus Long & van Achterberg, 2003
- Wilkinsonellus striatus Austin & Dangerfield, 1992
- Wilkinsonellus thyone (Nixon, 1965)
- Wilkinsonellus tobiasi Long, 2007
- Wilkinsonellus tomi Austin & Dangerfield, 1992